# Andrzej Pruszyński

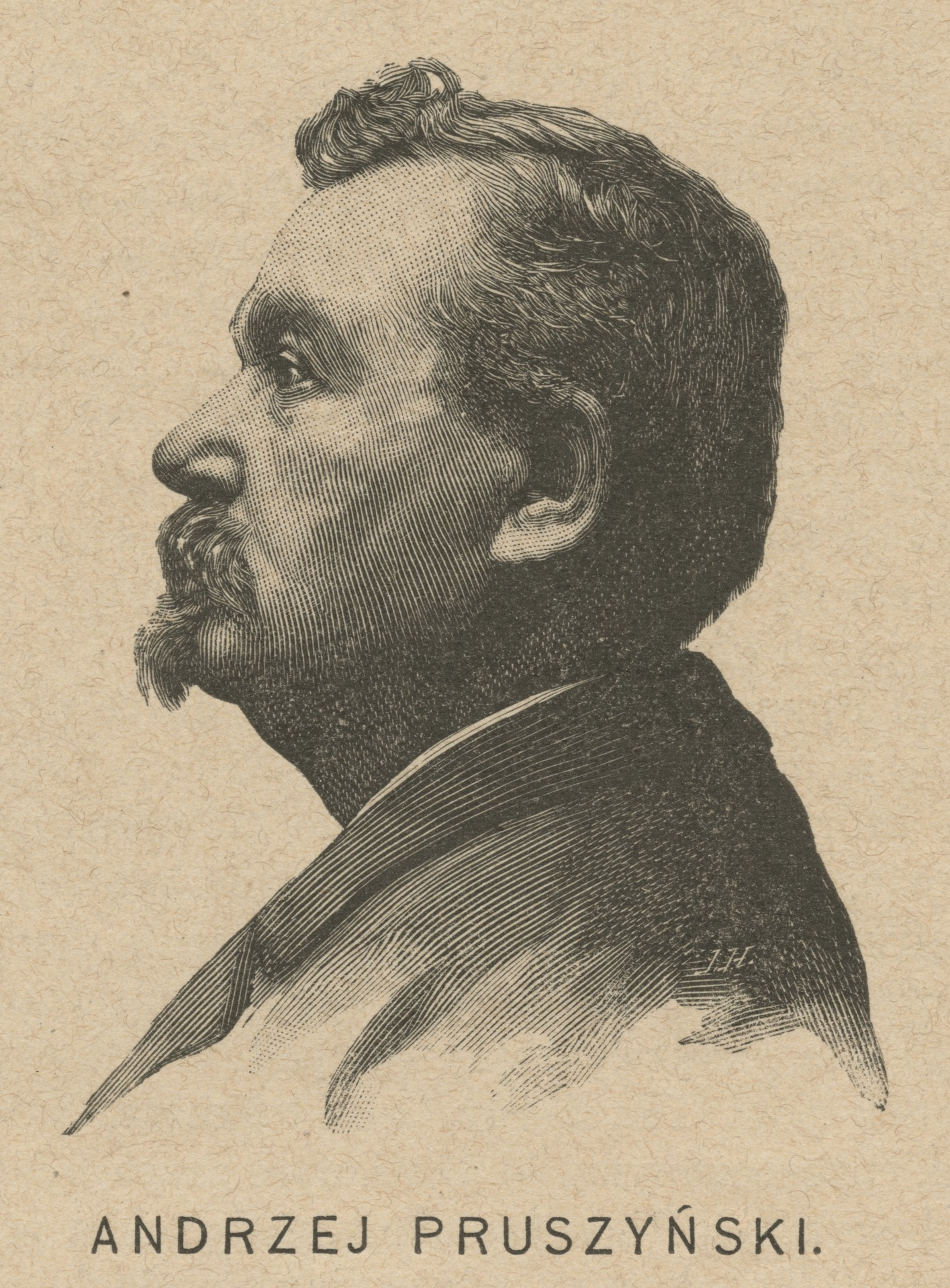
Andrzej Pruszyński

Andrzej Pruszyński (* 24. November 1836 in Warschau; † 7. März 1895 ebenda) war ein Warschauer Bildhauer. Er schuf im Stil des Neoklassizismus.

## Leben und Werk
Pruszyński lernte sein Handwerk zunächst bei Jakub Tatarkiewicz. Später studierte er an der Schule der Schönen Künste Warschau und an der Accademia di San Luca in Rom. 1867–1875 hatte er mit Leonard Marconi eine gemeinsame Werkstatt in Warschau. Er schuf unter anderem die Christus-Statue vor der Warschauer Heiligkreuzbasilika, die Marien-Statue vor der Warschauer Karlskirche, Statuen in der Warschauer Villa Rau und dem Warschauer Bogusławski-Palais sowie zahlreiche Grabmäler auf dem Powązki-Friedhof, dem Warschauer Evangelisch-Augsburgischer Friedhof und dem Warschauer Jüdischen Friedhof. Er selbst wurde auf dem Powązki-Friedhof beigesetzt.